# عبد الأمير رشيد يار الله
عبد الأمير رشيد يار الله اللامي هو ضابط عسكري عراقي برتبة فريق أول ركن، تخرج من الكلية العسكرية الاولى عام 1984، نال المرتبة الاولى في دورة القوات الخاصة عام 1988، حاصل على شهادة الماجستير في العلوم العسكرية من جامعة البكر للدراسات العسكرية العليا الدورة 59 عام 1994، تدرج في الرتب والمناصب في الجيش العراقي من معلم الى امر سرية في الكلية العسكرية الاولى ببغداد. عُيّن رئيساً لأركان قيادة القوات البرية عام 2009 ثم نائب لقيادة عمليات الكرخ ثم قائداً لعمليات البصرة عام 2012 ثم معاوناً لرئيس اركان الجيش عام 2014 وقائداً ومشرفاً للقوات الخاصة بالاضافة الى منصب نائب قائد العمليات المشتركة في معارك التحرير. عُيّن رئيساً لأركان الجيش العراقي يوم 7 حزيران سنة 2020. وكان قائد عمليات معركة تلعفر (2017) المسمّاة قادمون يا تلعفر.